# Elev (plaats)
Elev is een plaats in de Deense regio Midden-Jutland, gemeente Aarhus, en telt 653 inwoners (2007).